# Надгробни споменик војнику Павлу Поповићу у Дучаловићима
Споменик војнику Павлу Поповићу (†1914) у Дучаловићима налази се на Поповића гробљу у селу Дучаловићи, Општина Лучани.

## Опис
Споменик је у облику стуба од жућкастог пешчара пирамидалног завршетка, димензија 170х44х20 cm. Метална конструкција носи покривку од лима којом је заштићен од атмосферских падавина.
У врху, с обе стране, приказани су тролисни крстови у окружени стилизованим ловоровим венцима. Текст епитафа започиње на западној, а завршава се на источној страни споменика. На јужној бочној страни приказана су војничка знамења, пушка и џепни сат, а на наспрамној чест и омиљен мотив драгачевских каменорезаца - стилизована биљка на чијем врху голуб зобље грожђе. Полихромија је присутна у декоративним детаљима, а текст епитафа такође обојен различитим бојама. Надгробник је рад драгачевског каменоресца Богосава Николића који се потписао у врху источне стране. 
Споменик је релативно добро очуван, осим што је површина сипког пешчара у најдоњој зони опузла.

## Епитаф
Епитаф војнику настрадалом 1914. године гласи:
Ево гроба одморита двора
ђе с одмара тело од умора
дичног срба краброг ратоборца
ПАВЛА
сина Танасија и пок. Перунике Поповића из Дучаловића
Бивши војник 3 чете 3 бат. 10 пука I позива
који се јуначки боријо
за своју веру и отаџбину са Аустр. Војском
који поживи 26 г
који се тешко рани на положају Причиновићима 6 септ.
А умре од ране у чачанској Болници 26 септе у 1914 год.
Бог да му душу прости.
Овај Споменик подигоше му
отац Танасије
браћа Добривоје и Светозар
Поповићи.